# Cadomin
Cadomin är ett före detta kolgruvesamhälle i Alberta,  Kanada. Staden som är belägen 250 kilometer väster om Edmonton är numera nästan helt övergiven och hade 64 invånare vid senaste folkräkningen 2006.

## Historik
Cadomin är en akronym för Canadian Dominion Mining. Orten var en av många i Alberta Coal Branch som växte upp från 1920- till 1950-talet. Tidigt under 1930-talet var befolkningen som störst, 1 800 invånare. Gruvan i Cadomin drivs av Lehigh Cement Company, som än idag har ett mindre antal av lokalbefolkningen anställd.